# Cantó de Contres
El cantó de Contres és un cantó francès del departament del Loir i Cher, a la regió de Centre - Vall del Loira. Està inclòs en el districte de Blois, té 17 municipis i el cap cantonal és Contres.

## Municipis
- Candé-sur-Beuvron
- Cheverny
- Chitenay
- Contres
- Cormeray
- Cour-Cheverny
- Feings
- Fougères-sur-Bièvre
- Fresnes
- Monthou-sur-Bièvre
- Les Montils
- Oisly
- Ouchamps
- Sambin
- Sassay
- Seur
- Valaire

## Història
| Data d'elecció                           | Identitat        | Partit                     | Qualitat |
| ---------------------------------------- | ---------------- | -------------------------- | -------- |
| 1945-1951                                | Robert Mauger    | SFIO                       |          |
| 1951-1976                                | Roger Pillard    | RI                         |          |
| 1976-2001                                | Jacques Bimbenet | divers droite, després UDF |          |
| 2001-2008                                | Guy Vasseur      | RPR                        |          |
| 2008-                                    | Jean-Luc Brault  | Divers gauche              |          |
| les dades anteriors no són pas conegudes |                  |                            |          |
|                                          |                  |                            |          |

## Demografia
| A partir de 1990: Població sense dobles comptes |